# District de Pondichéry
Le district de Pondichéry (en tamoul : புதுச்சேரி மாவட்டம் ; en anglais : Puducherry district ; en hindi : पुदुचेरी ज़िला) est un des quatre districts du territoire de Pondichéry en Inde. C'est le plus grand et le plus peuplé des districts et également le siège de la capitale du territoire.

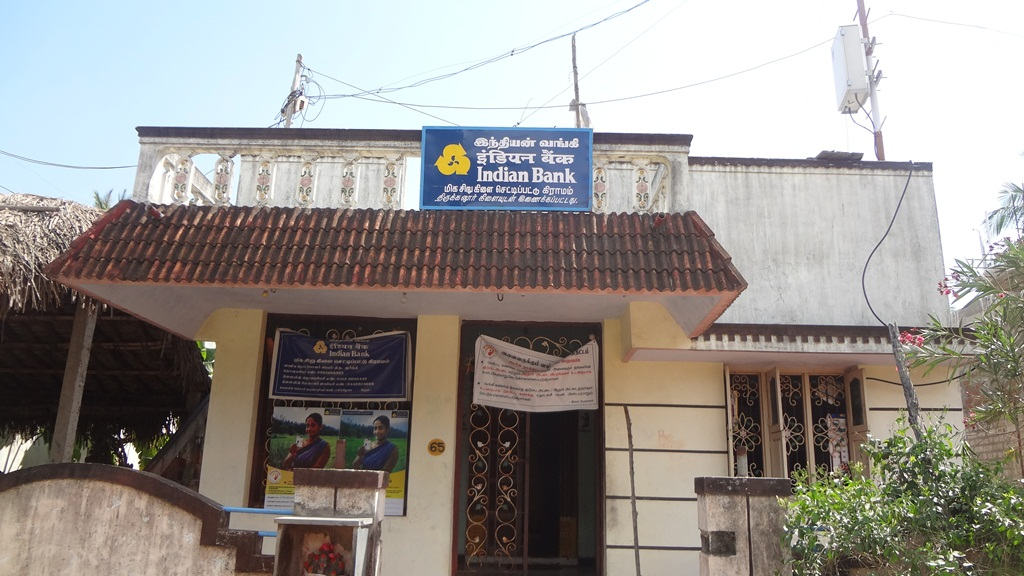
Banque à Chettipet.

## Géographie
Sa population de 950 289 habitants (en 2011) pour une superficie de 490 km2. Le district est composé de treize enclaves, situées dans l'état indien du Tamil Nadu. Le Tamil Nadu a une enclave dans le territoire de Pondichéry, la commune d'Ariyankuppam.